# Baterie auto

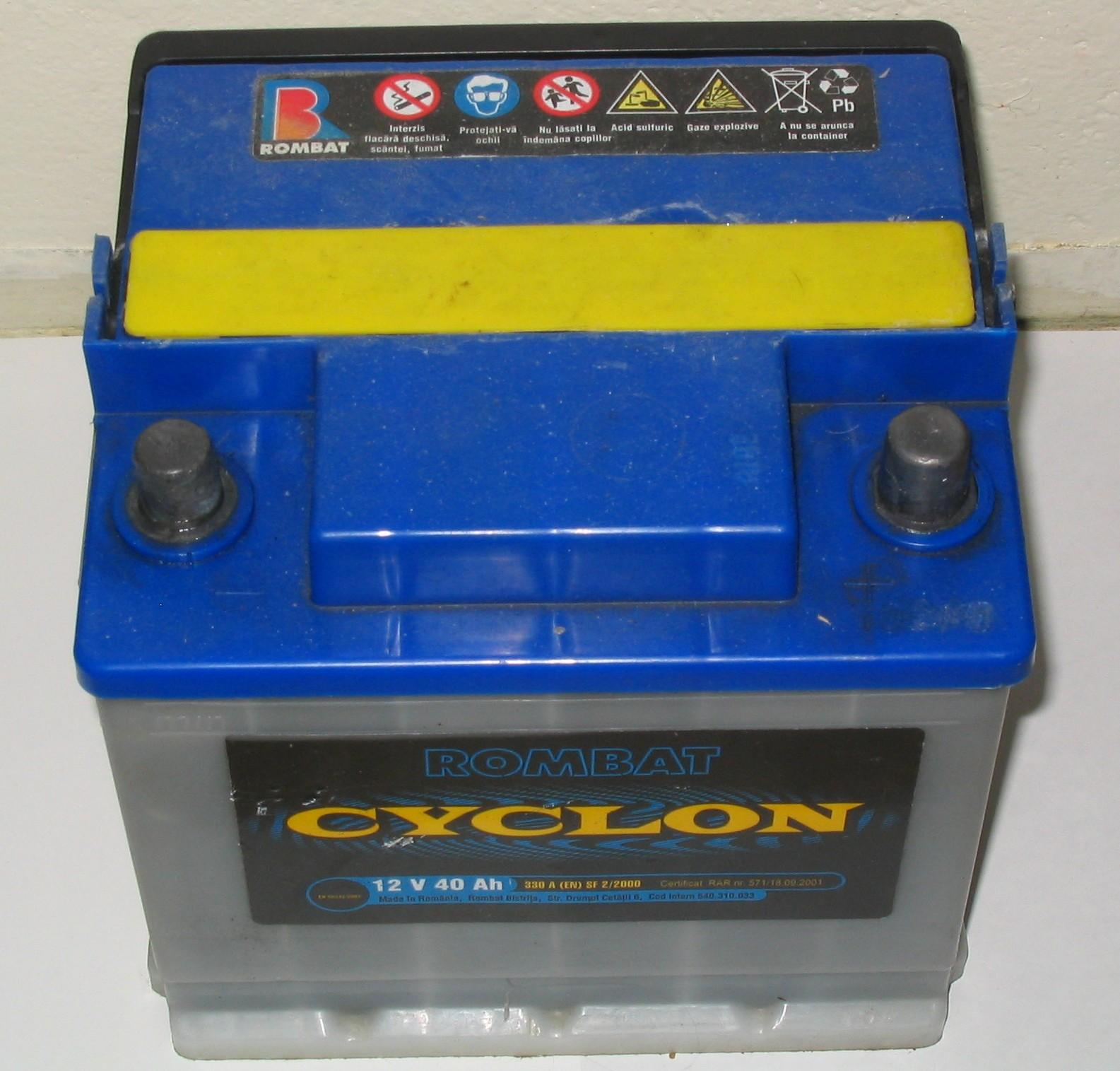
Baterie auto

Bateria auto este o baterie de acumulatoare, componentă a vehiculelor cu motor cu ardere internă sau motor electric ce produce și cedează energie electrică necesară pentru ca motorul să pornească și pentru a alimenta consumatorii electrici. O baterie auto îndeplinește următoarele:
- alimentează demarorul în faza de pornire a motorului
- alimentează bujiile în timpul funcționării motorului (sau alimentează motorul în cazul mașinilor electrice)
- oferă curent consumatorilor electrici când alternatorul nu funcționează sau nu este cuplat de releul mașinii
- alimentează cu energie electrică sistemele electronice care sunt active întotdeauna (memoriile modulelor electronice de control, alarme, etc.)

Este obligatoriu ca bateria auto să funcționeze în parametrii normali indiferent de plaja de temperaturi în care rulează. La temperaturi extrem de scăzute (-30 °C) bateria trebuie să pornească motorul, la fel și când este foarte cald (până la 70 °C).
Așezarea bateriei se face de obicei în compartimentul motor, dar în funcție de automobil poate să difere (portbagaj, sub scaunul dreapta-față etc.) și trebuie să țină cont de următoarele: lungimea cablurilor de alimentare a demarorului, asigurarea temperaturii normale de funcționare, protecție împotriva vibrațiilor precum și acces ușor în vederea verificării și a unei eventuale înlocuiri.

## Funcționare
O baterie auto este alcătuită din mai multe celule galvanice, care se mai numesc și pile electrice. Bateria funcționează pe baza diferenței de potential electric Volta între două metale diferite scufundate în electrolit (lichidul care permite conducerea curentului electric) constituind tensiune electrică.
Bateria auto pe bază de plumb este formată din 6 acumulatoare (celule, pile electrice) legate în serie. Fiecare celulă generează o tensiune aproximativă de 2.12 V, tensiunea totală a bateriei de acumulatoare în gol fiind de 6 x 2.12 = 12.72 V (pentru o baterie complet încărcată).
Cele două piese metalice din fiecare celulă a bateriei se numesc electrozi; electrodul pozitiv poartă denumirea de catod iar cel negativ se numește anod. Electronii și electrolitul produc anumite reacții chimice care generează energia electrică, astfel, bateria din energia chimică produce curent continuu.
În general, automobilele cu motor termic sunt echipate cu baterii pe bază de plumb. Datorită prețului relativ scăzut și a curentului mare generat, bateriile cu plumb sunt cele mai utilizate pentru alimentarea circuitului electric al automobilului. Însă în ultima perioadă tehnologia AGM, pe bază de gel, își face simțită prezența pe piața acumulatorilor auto.
Celulele bateriei auto conțin:
- un electrod negativ din Plumb poros
- electrolit din acid sulfuric (H2SO4) și apa
- un electrod pozitiv din dioxid de plumb

Reacțiile chimice ce au loc în fiecare celulă (acumulator) în timpul descărcării:
| La catod (+) | PbO2 + 3h- + H2SO4- + 2e- <--> PbSO4 + 2H2O |
| La anod (-)  | Pb + HSO4- <--> PbSO4 + H+ + 2e-            |
| General      | PbO2 + Pb + 2H2SO4 <--> 2PbSO4 + 2H2O       |

Când bateria produce curent electric cei doi electrozi și acidul sulfuric se transformă în sulfat de plumb și respectiv apă.
Densitatea electrolitului arată clar starea de încărcare a bateriei. Când bateria auto este încărcată în totalitate, acidul sulfuric din electrolit este în proporție de 38%, restul fiind apă. Se cunoaște că acidul sulfuric are densitatea mai mare decât apa, deci cu cât există mai mult acid sulfuric, cu atât este mai mare densitatea electrolitului.
| Densitate electrolit [g/cm3] | Tensiune celulă [V] | Tensiune baterie [V] | Stare de încarcare [%] |
| 1.28                         | 2.12                | 12.72                | 100                    |
| 1.24                         | 2.08                | 12.48                | 70                     |
| 1.20                         | 2.04                | 12.24                | 50                     |
| 1.15                         | 1.99                | 11.94                | 20                     |
| 1.12                         | 1.96                | 11.76                | 0                      |

Odată ce motorul este în funcțiune, alimentarea cu energie a sistemelor electrice ale mașinii se face de către alternator, bateria fiind încărcată de alternator în funcție de nivelul de încărcare al acesteia.